# Monte Verlautz
Il Monte Verlautz (in lingua inglese: Mount Verlautz) è una montagna antartica, alta 2.490 m, situata subito a nord della bocca del Ghiacciaio Poulter, all'estremità sudorientale delle Rawson Mountains, catena montuosa che fa parte dei Monti della Regina Maud, in Antartide.
La denominazione fu assegnata dall'Advisory Committee on Antarctic Names (US-ACAN) in onore del maggiore Sidney J. Verlautz, dell'U.S. Army Transportation Corps, ufficiale della logistica nello staff di comando dell'U.S. Naval Support Force in Antartide.